# Heijendaal
Heijendaal is een wijk in het Nijmeegse stadsdeel Nijmegen-Midden, in de Nederlandse provincie Gelderland. Op 1 januari 2023 telde de wijk 2.240 inwoners, verdeeld over 1.414 woningen, met een gemiddelde WOZ-waarde van € 289.000, op een oppervlakte van 1,46 km².
De naam van de wijk wordt ook wel gespeld als Heyendaal. In het voorstel voor de naamgeving werd de wijknaam met een y gespeld, bij het uiteindelijke raadsbesluit echter zijn met de hand puntjes op de y gezet, waardoor de wijk de naam Heijendaal kreeg.

## Geschiedenis
De naam 'Heyingendael' duikt voor het eerst op in een schepenakte uit 1532. Rond 1700 liet eigenaar Jacob van der Heyden op het landgoed een huis met kelders tegen een reeds eerder gebouwde boerderij aanbouwen. In 1734 kwam het landgoed in handen van Adam Jacob Smits, die in 1738 burgemeester van Nijmegen zou worden. Hij kocht verscheidene omringende stukken heidegrond, zodat het landgoed gestaag toenam in grootte. Tot aan het begin van de twintigste eeuw breidde het landgoed zich uit. 
In 1912 kwam het landgoed in bezit van de familie Jurgens, een geslacht van vooraanstaande industriëlen. Frans Jurgens liet op het landgoed in dat jaar Huize Heijendaal bouwen.
In de eerste jaren na de Tweede Wereldoorlog werd er een noodwijk aangelegd, de Gouverneursbuurt. Deze moest samen met enkele andere noodwijken in Nijmegen een deel van de bewoners van de door de oorlog zwaar verwoeste binnenstad opvangen. De Gouverneursbuurt heeft ca. 20 jaar bestaan en is omstreeks 1967 weer afgebroken, waarna de wijk Heijendaal ongeveer zijn huidige vorm heeft gekregen.
Omstreeks 1970 werd de Driehuizerweg wat in westelijke richting verlegd. Het hele noordelijke deel hiervan werd bovendien samengevoegd met de Heyendaalseweg, die hierdoor sindsdien ongeveer twee keer zo lang is. Sindsdien loopt de Driehuizerweg alleen nog vanaf de Scheidingsweg tot aan het Toernooiveld. Deze aanpassing had te maken met de uitbreiding van de universiteitscampus en de herinrichting van de spoorlijn.
In 1972 kwam het Station Nijmegen Heyendaal gereed (als onderdeel van de Spoorlijn Nijmegen - Venlo), aan het universiteitsterrein tussen de wijken Heijendaal en Groenewoud in. De oude spoorbrug verdween.

### Universiteitsgebouwen
In 1949 begint de eerste aanzet tot de koop van het landgoed Heyendael, als nieuwe plek voor de Katholieke Universiteit Nijmegen. In 1962 wordt de volledige koop van het landgoed voltooid, maar in de jaren daarvoor was de bouw en snelle uitbreiding van de nieuwe campus voor de universiteit al een feit.
Het grondgebied van de wijk wordt tegenwoordig voor het grootste deel ingenomen door de gebouwen van de Radboud Universiteit, het Radboudumc en de Hogeschool van Arnhem en Nijmegen. Ook de studentencomplexen Proosdij, Sterrenbosch en Nestor staan in Heijendaal. Tot 1992 stond in het noordwesten van Heijendaal ook nog het Canisius-Wilhelmina Ziekenhuis. 

### Brakkenstein
In het oosten van de wijk ligt Park Brakkenstein, dat tegenwoordig een rijksmonument is. Ook worden hier geregeld feestelijke evenementen gehouden, waaronder het jaarlijkse festival Music Meeting (sinds 2004).

## Afbeeldingen

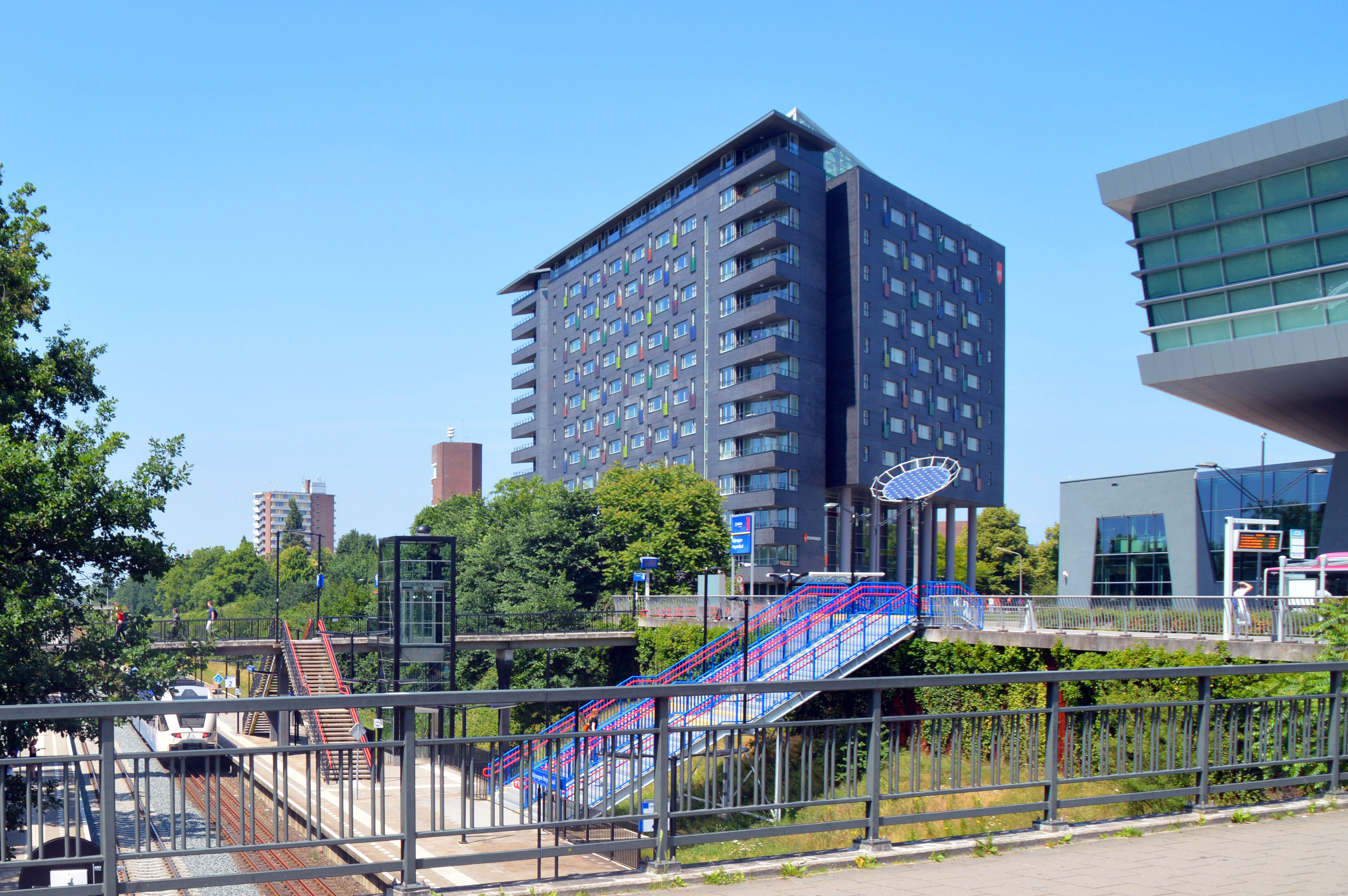
Station Nijmegen Heyendaal met rechts Technovium
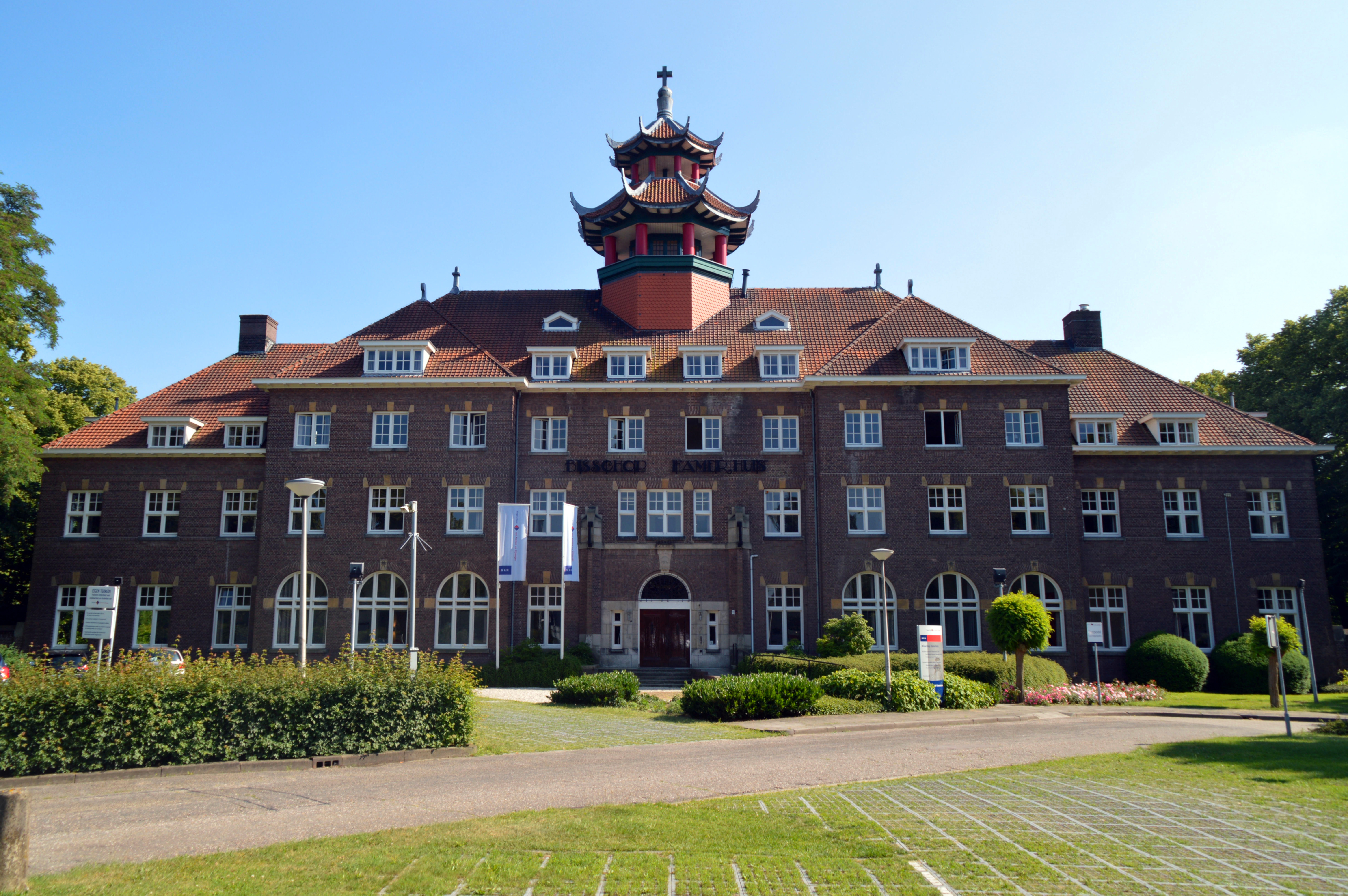
Bisschop Hamershuis 1923
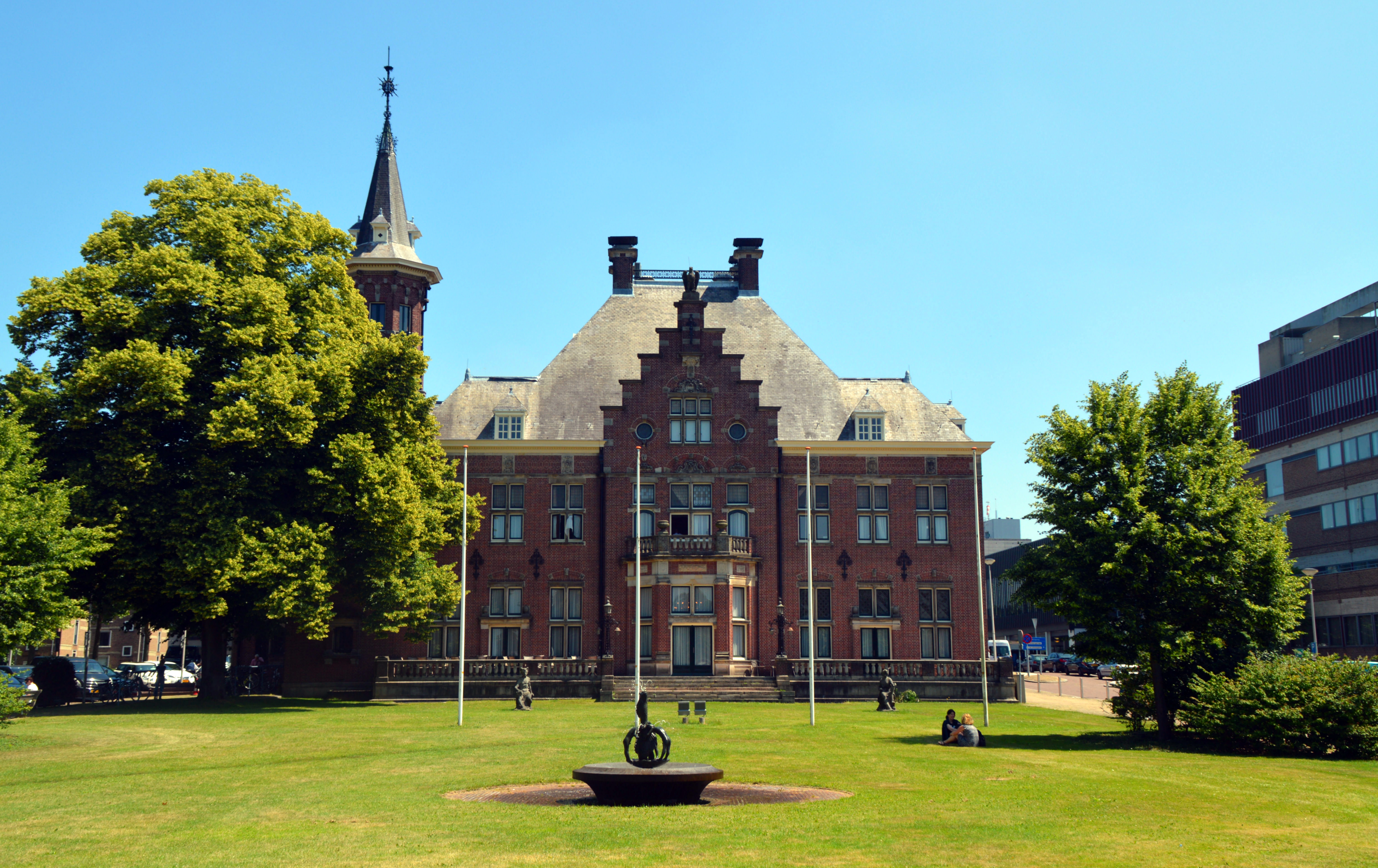
Huize Heijendaal 1914
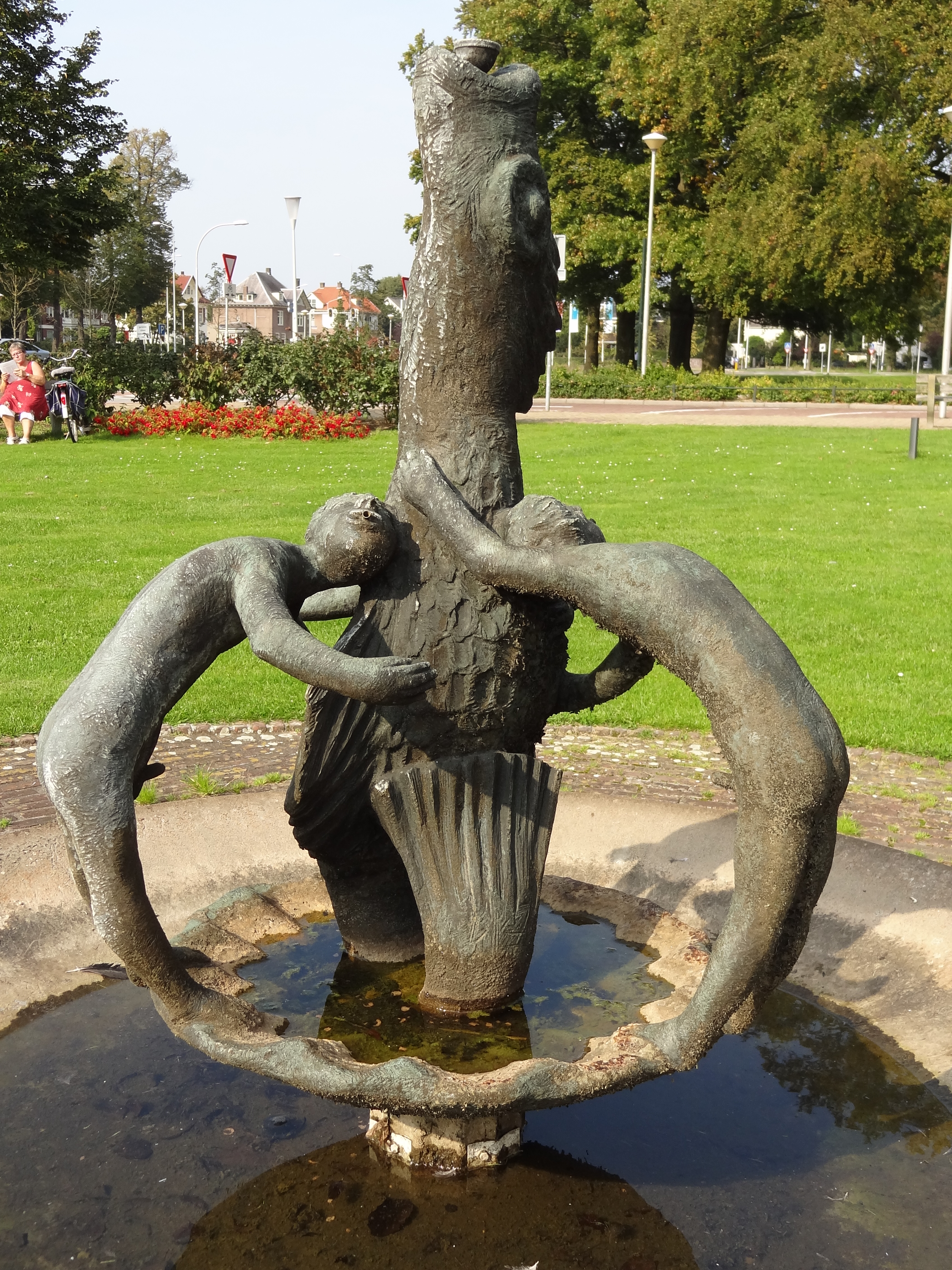
Fontein van Niel Steenbergen
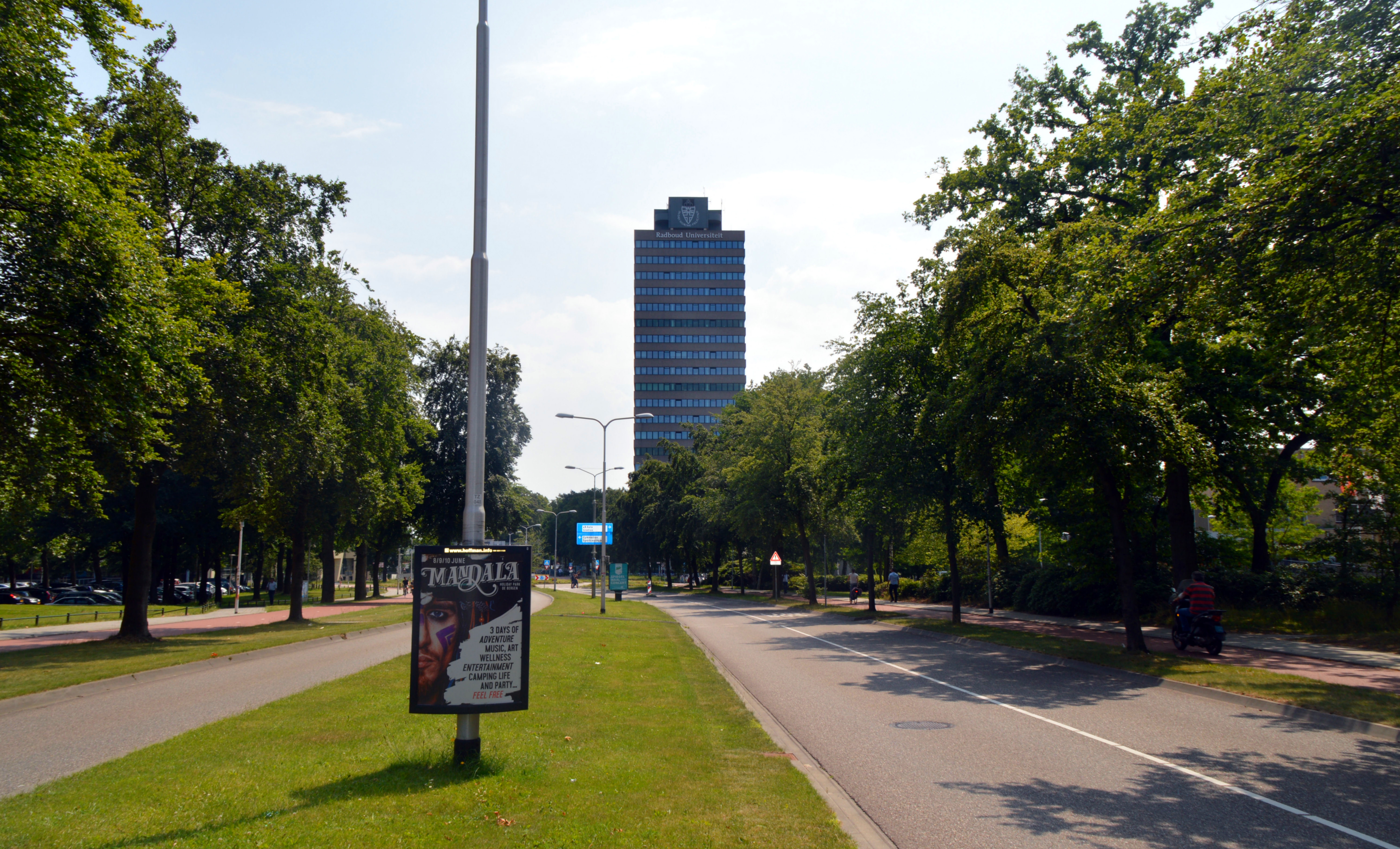
Erasmusgebouw
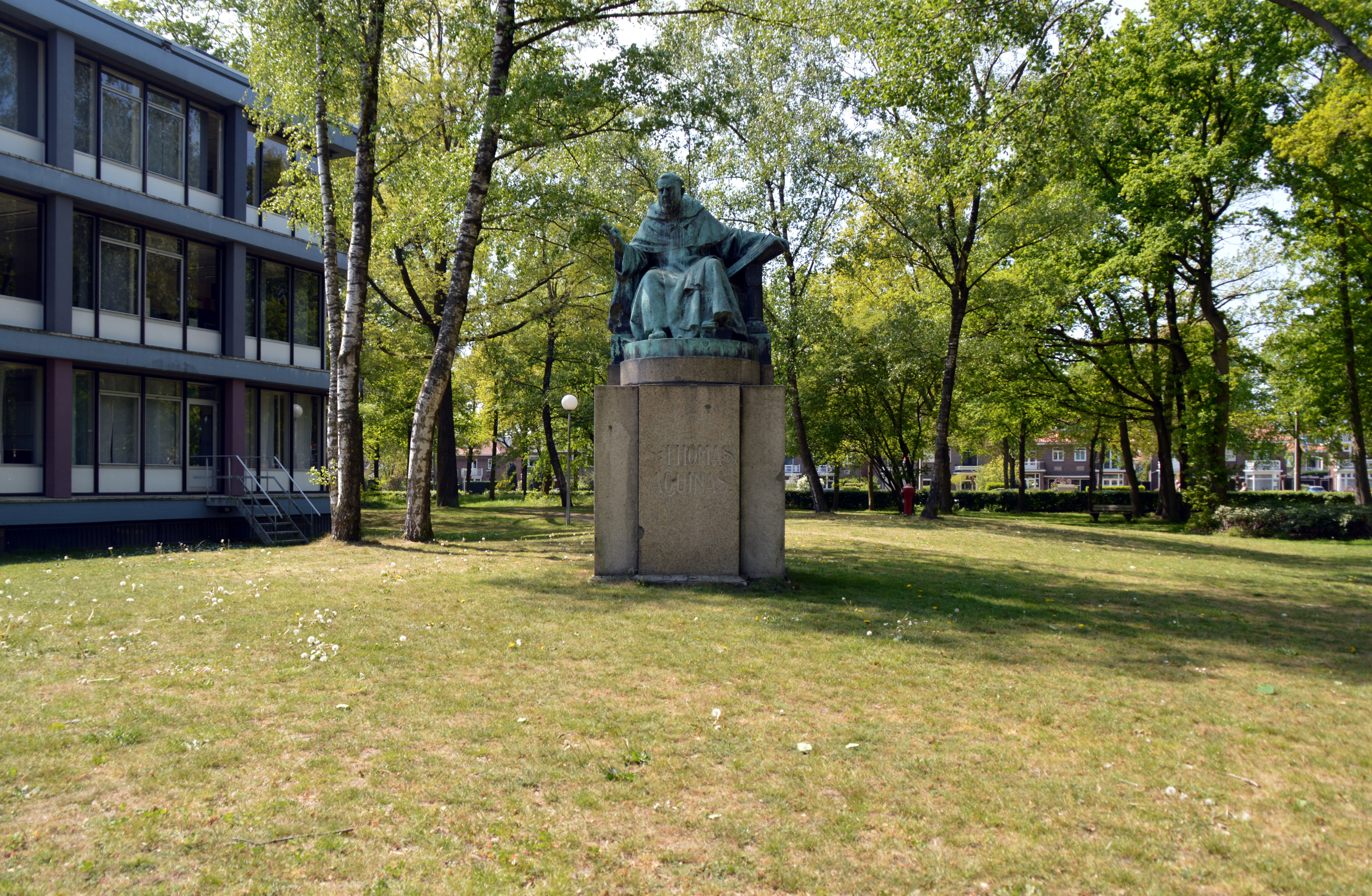
Thomas van Aquino, Comeniuslaan (bij aula Radboud Universiteit) van August Falise
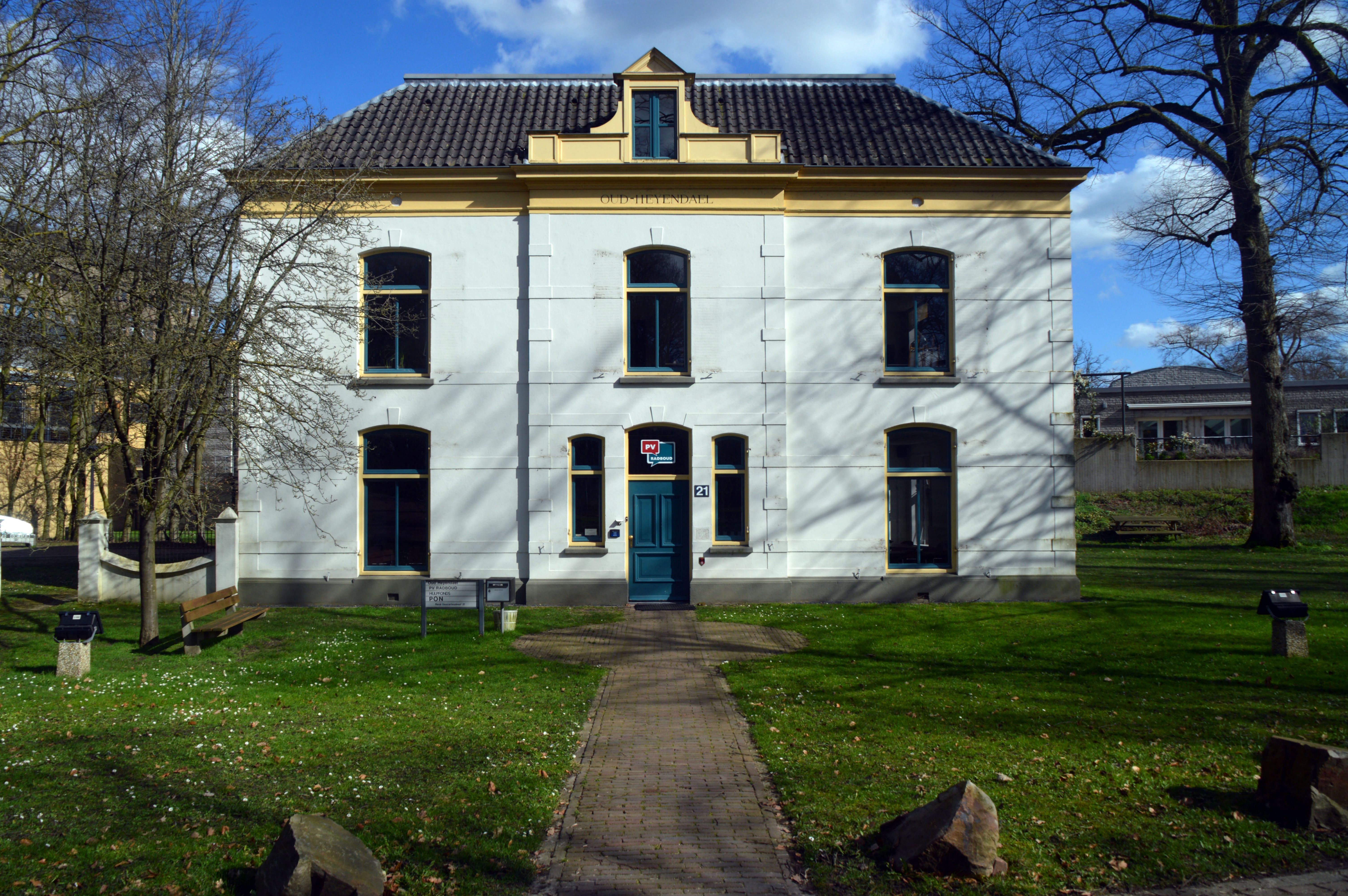
Oud-Heyendael
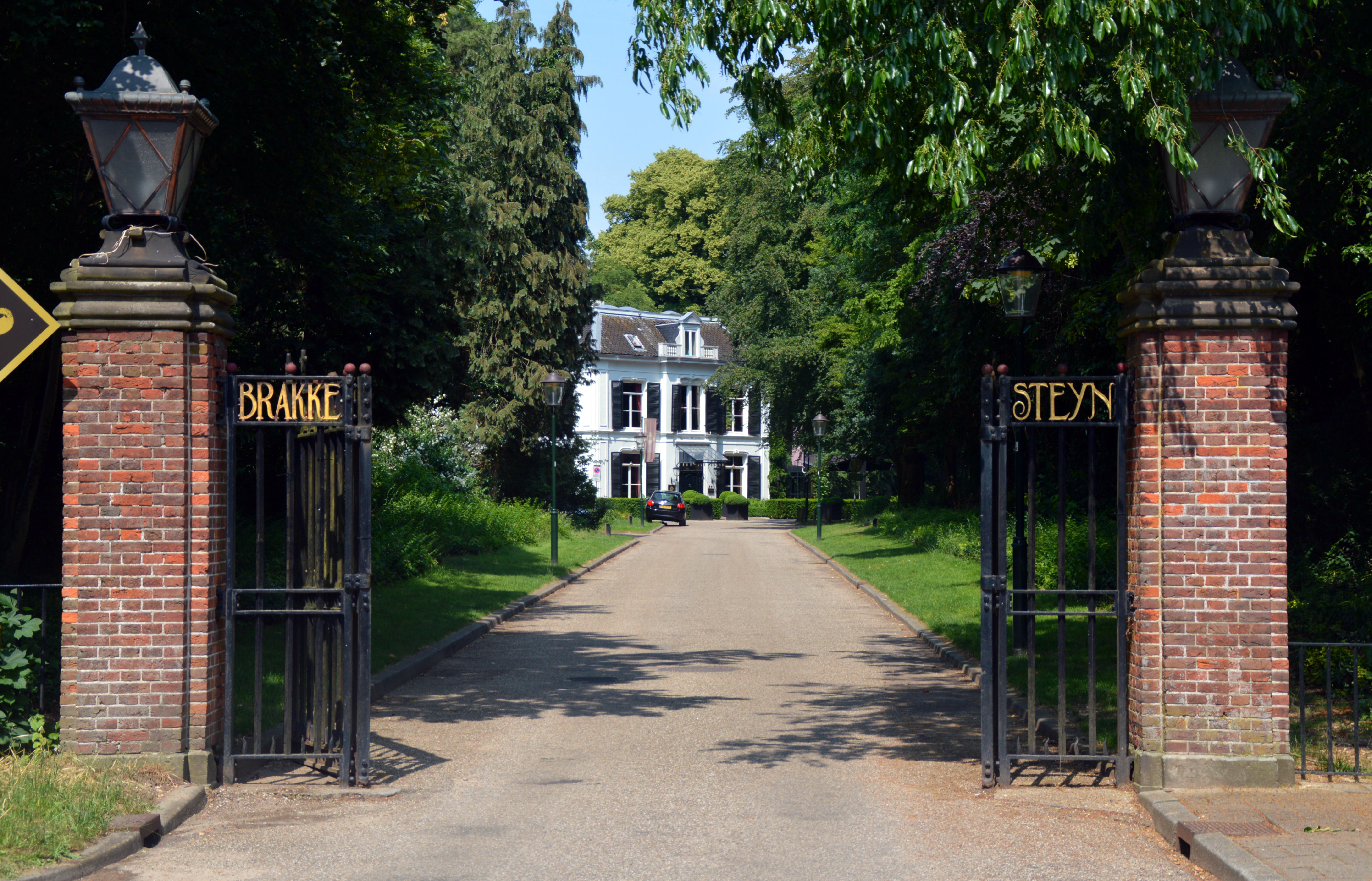
Toegangshekken landgoed Brakkesteyn
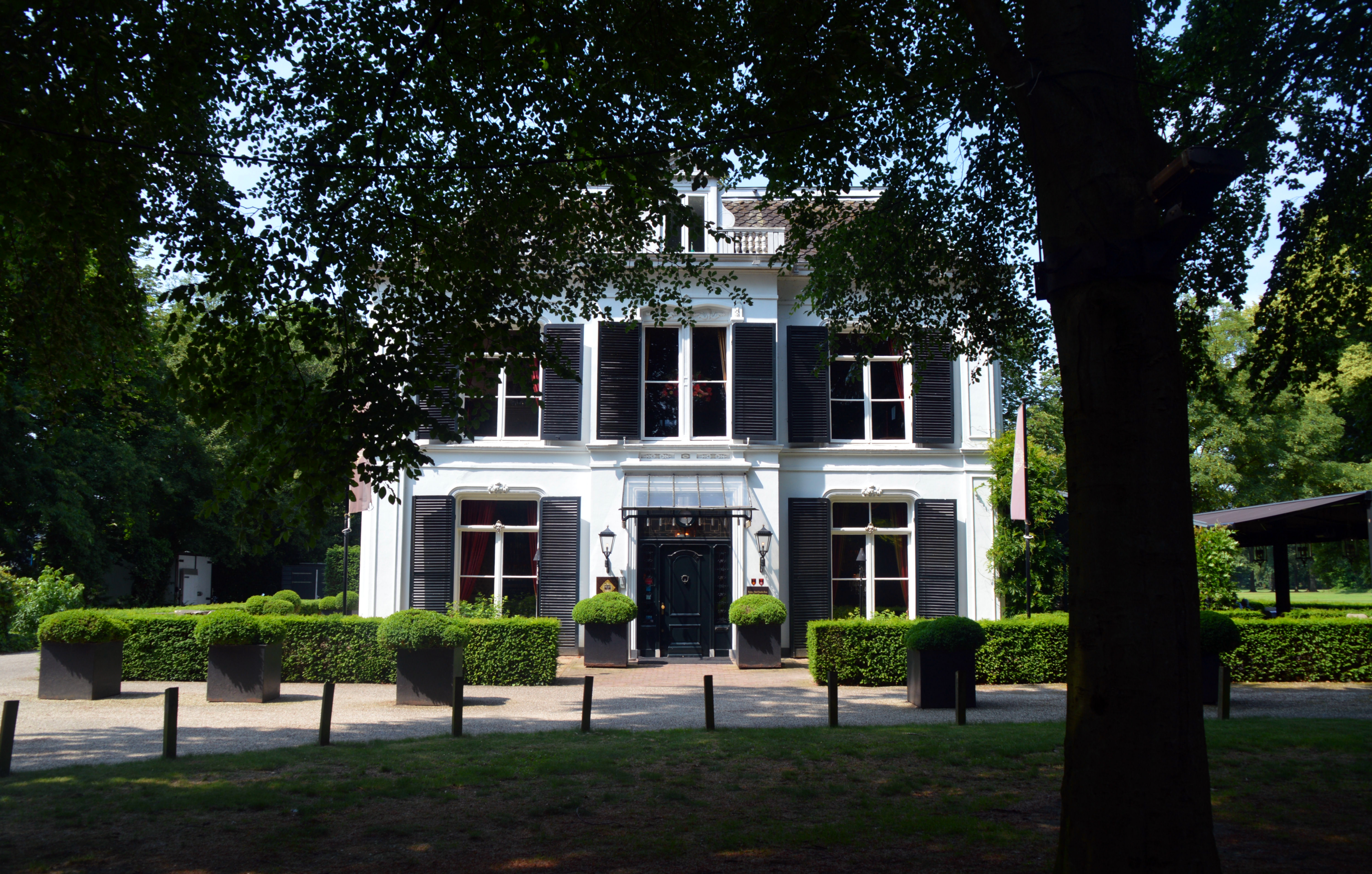
Villa Brakkensteyn 1865
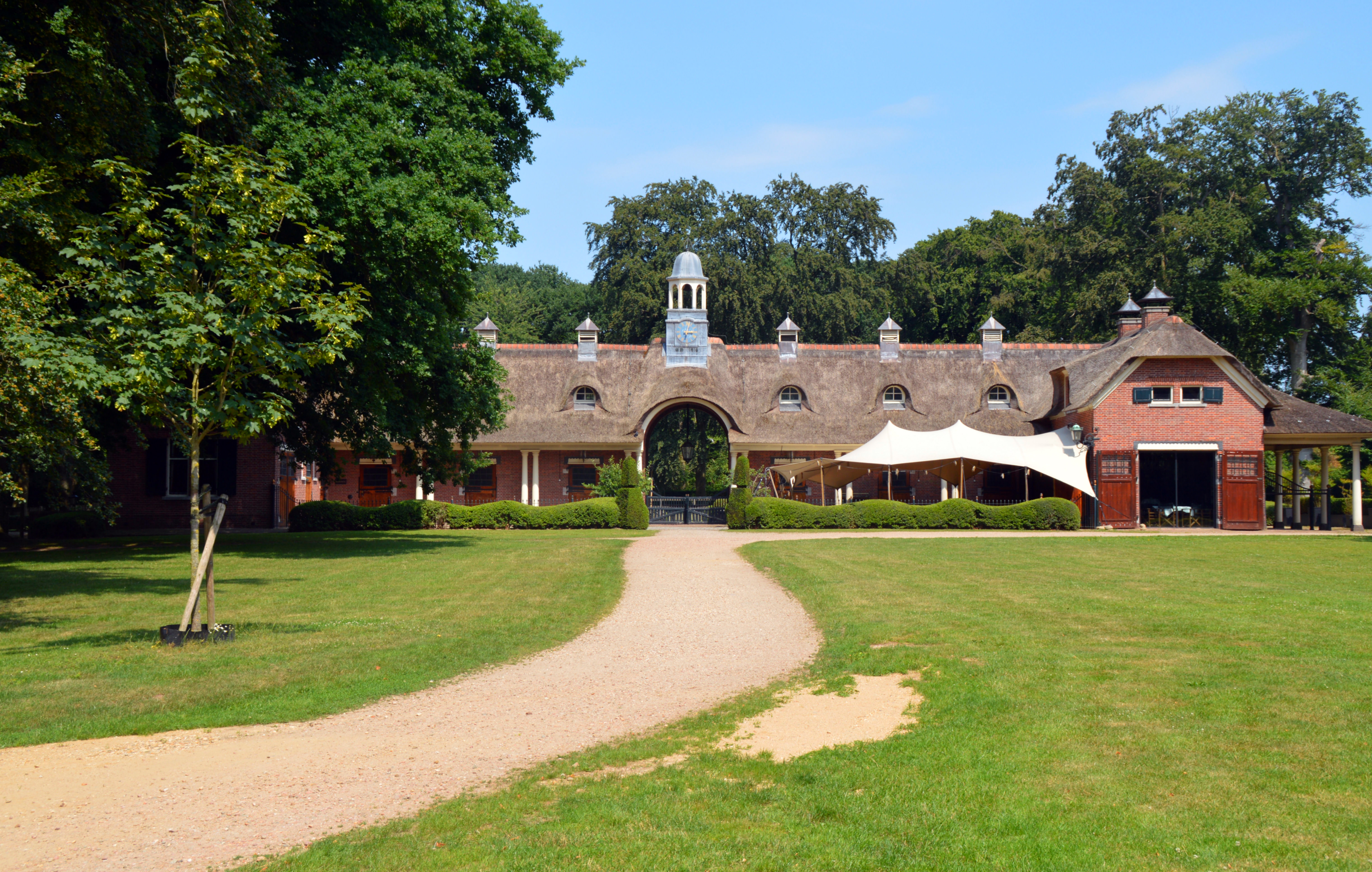
Stoeterij, landgoed Brakkesteyn 1906